# Жахлива правда (фільм, 1937)
«Жахлива правда» (англ. The Awful Truth) — американський художній фільм 1937 року режисера Лео Маккері. Екранізація п'єси 1922 року Артура Річмана.
У 1996 році фільм був записаний Національною радою США до Національного реєстру кінокартин вибраних для збереження у Бібліотеці Конгресу як «культурно, історично, або естетично значущий» фільм.

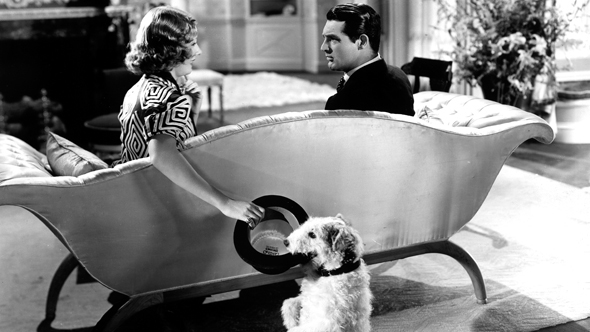
Пес Сміт

## Сюжет

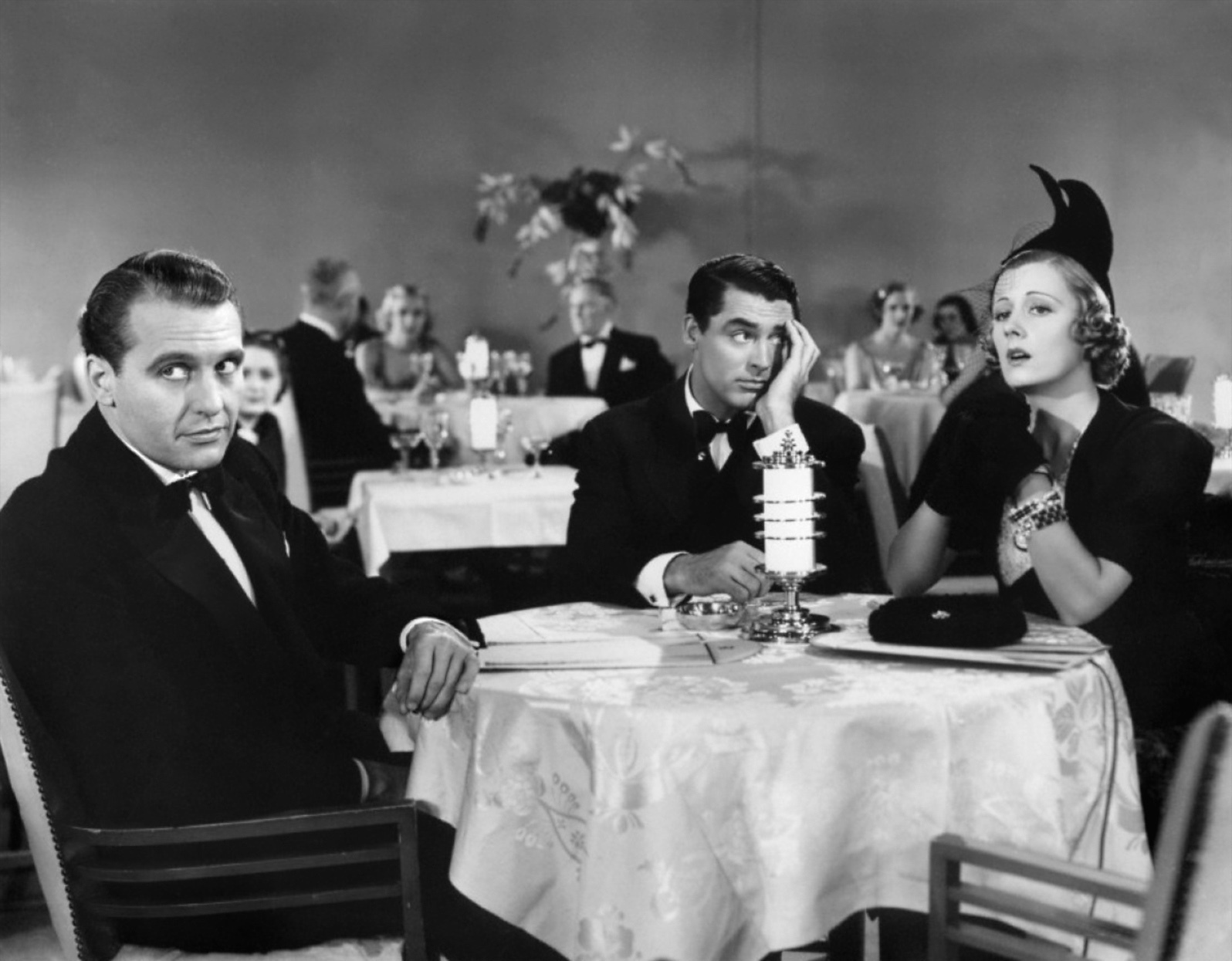
Ральф Белламі, Кері Грант і Айрін Данн

Джеррі (Кері Грант) та його дружина Люсі Воррінер (Айрін Данн) — пара з вищого нью-йоркського суспільства веде напружене соціальне життя. Однак їх сімейна гармонія порушується сумнівами щодо взаємної невірності, настільки, що вони за спільною згодою вирішують розлучитися. До остаточного вступу в силу судового рішення залишається кілька місяців ….

## Ролі виконують
- Айрін Данн — Люсі Воррінер
- Кері Грант — Джеррі Воррінер
- Ральф Белламі — Ден Лісон
- Александр Д'Арсі[fr] — Арман Дюваль
- Сесіл Каннінгем — тітка Петсі
- Скіппі (пес)[en] — пес Сміт

## Навколо фільму
- Музичний та кольоровий римейк був зроблений у 1953 році: «Зробимо це знову»[en] Олександром Голлом[en].
- Фільм є однією із семи комедій, вибраних філософом Стенлі Кавеллом для встановлення жанру повторного шлюбу.

## Нагороди
- 1938 — Премія «Оскар» Академії кінематографічних мистецтв і наук (США):
  - Премія «Оскар» за найкращу режисерську роботу — Лео Маккері
- 1996 — Національна рада США зі збереження фільмів[en] внесла кінострічку до Національного реєстру фільмів США